# 查拉科姆 (伊利諾伊州)
查拉科姆（英語：Challacombe）是位於美國伊利諾伊州馬庫平縣的一個非建制地區。該地的面積和人口皆未知。

## 地理
查拉科姆的座標為39°13′06″N 89°07′16″W / 39.21833°N 89.12111°W，而該地的平均海拔高度為165米（即541英尺）。